# Memphis South Stars
Die Memphis South Stars waren ein US-amerikanisches Eishockeyfranchise der Central Hockey League aus Memphis, Tennessee.  

## Geschichte
Die Memphis South Stars nahmen zur Saison 1967/68 den Spielbetrieb in der Central Professional Hockey League auf, in der sie das neue Farmteam der Minnesota North Stars aus der National Hockey League wurden. In der Stadt selbst füllten sie die Lücke, die von den Memphis Wings durch ihre Umsiedlung im gleichen Jahr hinterlassen wurde. In ihrer ersten Spielzeit belegte die Mannschaft den dritten Platz der Northern Division, in der Saison 1968/69, in der die Liga den Namen Central Hockey League erhielt, scheiterten die South Stars als Vierter der North Division an der Qualifikation für die Playoffs um den Adams Cup. In beiden Spielzeiten war der Kanadier John Muckler Cheftrainer der South Stars.
Zur Saison 1969/70 wurden die Memphis South Stars nach Waterloo, Iowa, umgesiedelt und nahmen anschließend unter dem Namen Iowa Stars am Spielbetrieb der CHL teil.

## Saisonstatistik
Abkürzungen: GP = Spiele, W = Siege, L = Niederlagen, T = Unentschieden, OTL = Niederlagen nach Overtime SOL = Niederlagen nach Shootout, Pts = Punkte, GF = Erzielte Tore, GA = Gegentore, PIM = Strafminuten
| Saison  | GP | W  | L  | T  | OTL | SOL | Pts | GF  | GA  | Platz        | Playoffs                       |
| 1967–68 | 70 | 24 | 34 | 12 | —   | —   | 60  | 206 | 244 | 3., Northern | Niederlage in der ersten Runde |
| 1968–69 | 72 | 14 | 41 | 17 | —   | —   | 45  | 208 | 304 | 4., North    | nicht qualifiziert             |